# Sibulan
Sibulan es un municipio de Cuarta Clase de la provincia en Negros Oriental, Filipinas. De acuerdo con el censo del 2000, tiene una población de 37,523 en 7,871 hogares. 
Sibulan se encuentra rodeada al sur por la ciudad de Dumaguete, capital provincial. Donde se encuentra el Aeropuerto de Dumaguete, el único aeropuerto en toda la provincia Negros Oriental.
También aquí se encuentran unos Lagos Gemelos, que es parte del turismo de la zona, estos son el Lago Balinsasayaw y el Lago Danao. El lugar, gobernado por la alcaldía provincial, está localizado a 1047 metros sobre el nivel del mar, específicamente en el Monte Talinis.

## Barangayes
Sibulan está administrativamente subdividido en 16 barangayes.
| - Agan-an - Ajong - Balugo - Bolocboloc - Calabnugan - Campaclan - Cangmating - Enrique Villanueva | - Looc - Magatas - Maningcao - Maslog - Población - San Antonio - Tubigon - Tubtubon |

## Imágenes

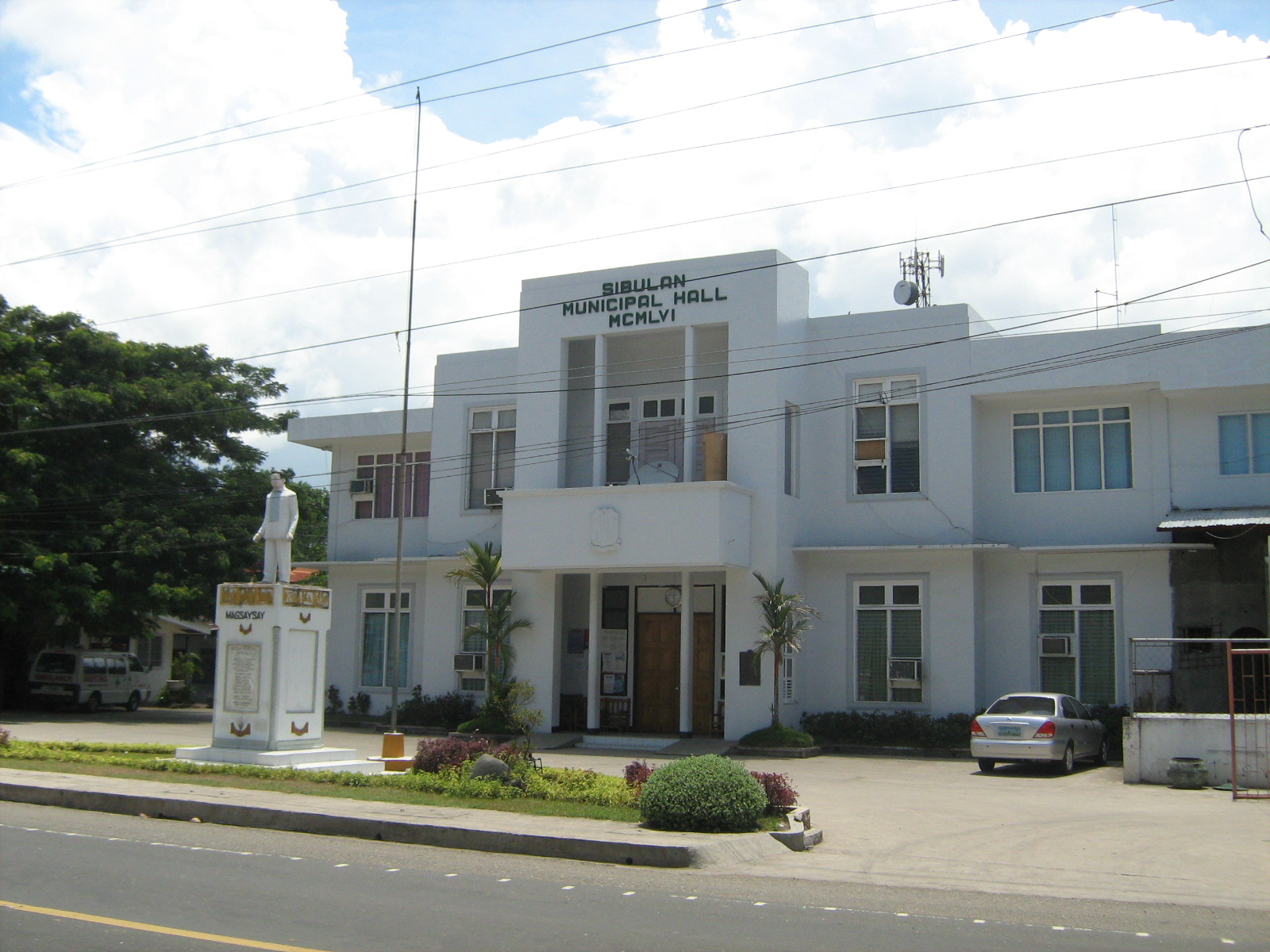
Casa municipal
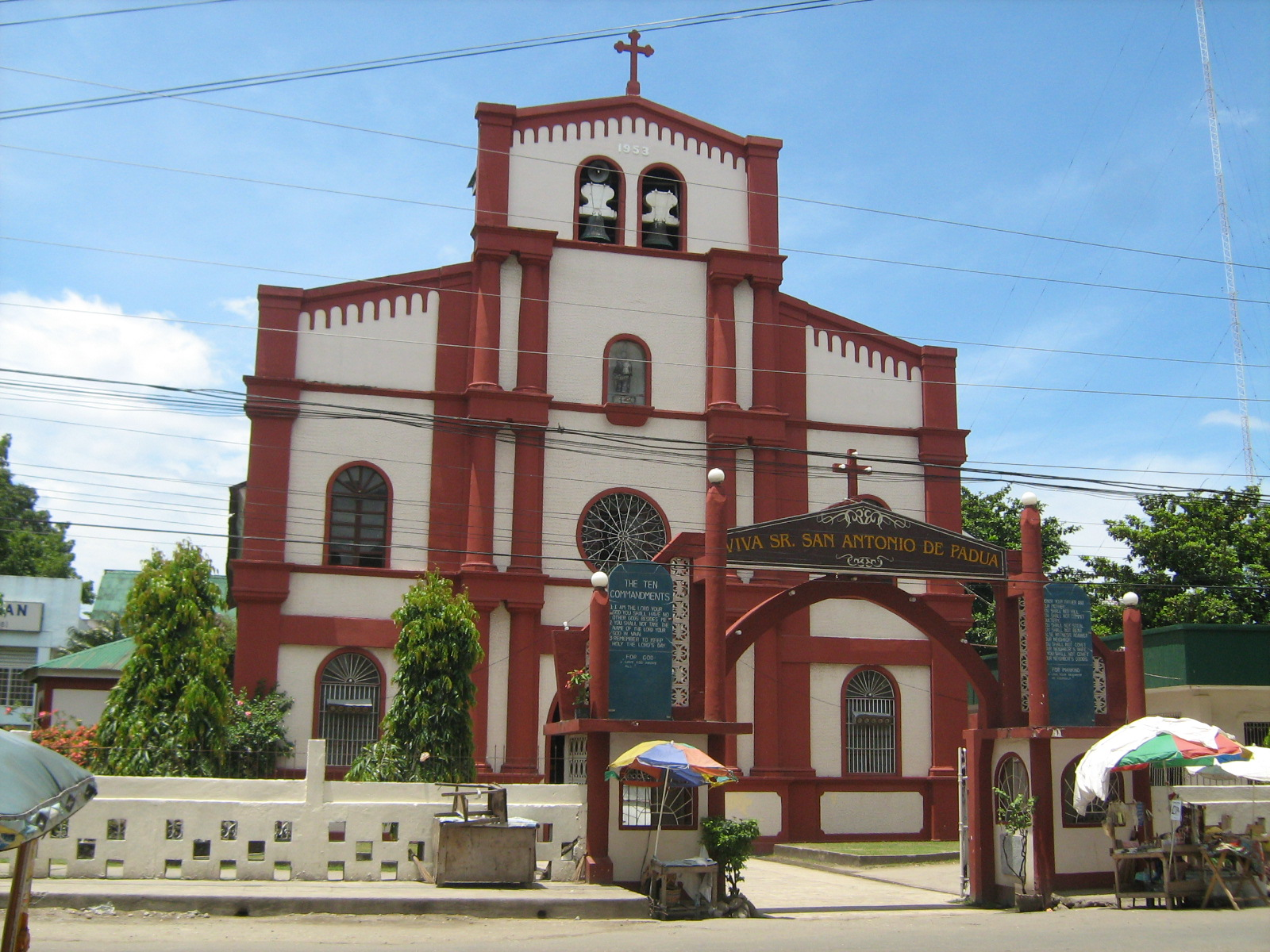
La iglesia católica
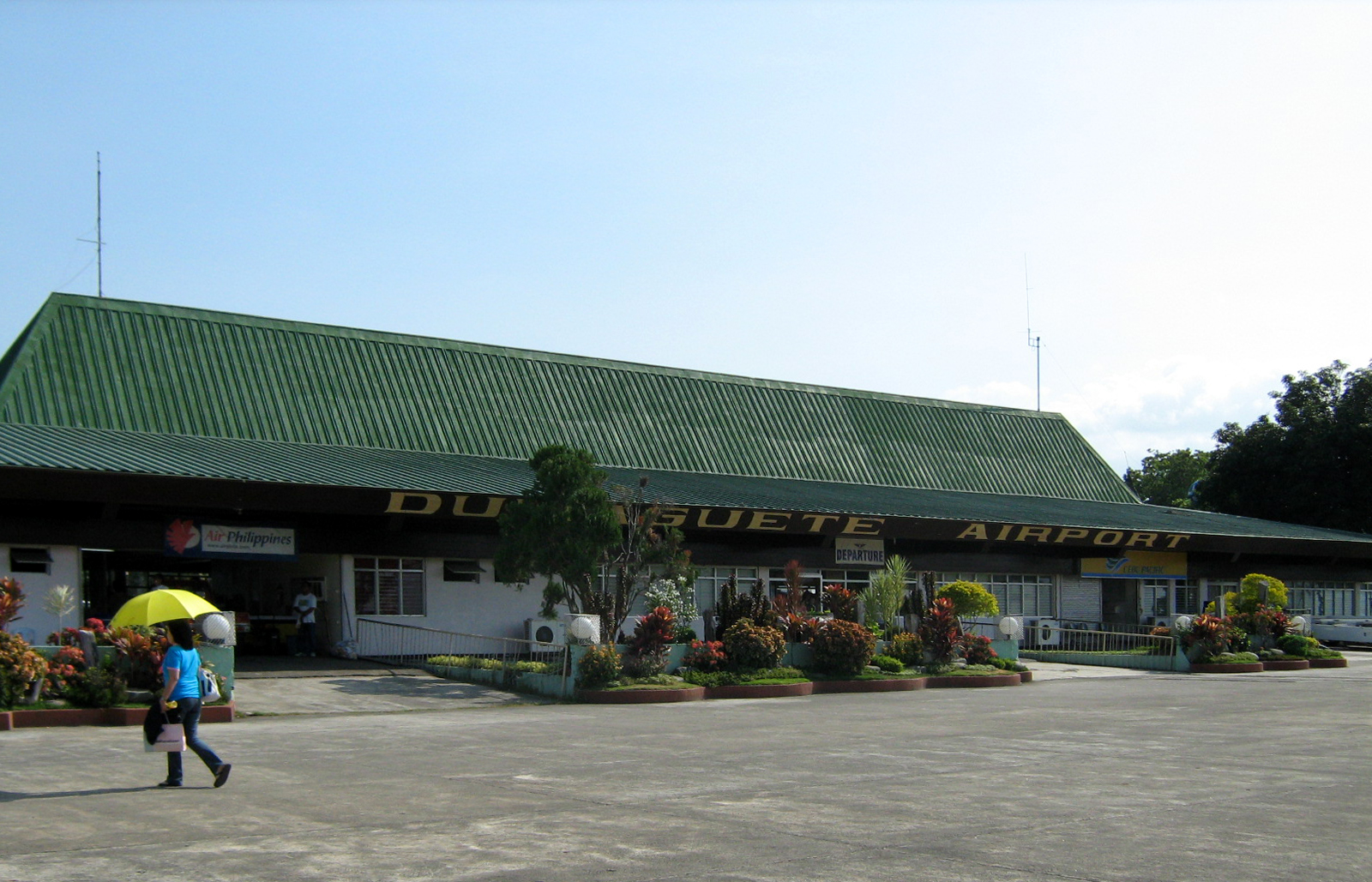
Aeropuerto de Sibulan